# Los Locos
Los Locos fueron una banda de rock asturiana nacida en los años 1980, integrada por Carlos Redondo, a la voz y al bajo, Paco 'Loco' Martínez a la guitarra y Jaime Beláustegui a la batería.

## Biografía
Carlos Redondo junto con Paco Loco ganaron el primer Concurso de Maquetas de Radio Asturias F.M. en 1984. En 1985 graban su primer maxisencillo, que incluye los temas «Recuerda Marrakech», «Estás en New York» y «Radio Fox». A este le sigue en 1987 su primer LP, Los Locos.
Graban un segundo LP titulado El segundo de Los Locos, donde se incluyen los que posiblemente sean sus mayores éxitos, «Lección de baile» y «Detrás de la verdad» . Posteriormente ficharon por Dro, y en 1991 y 1993 les siguieron sus dos últimos álbumes, Algo Salvaje y Un Zumbido de Amor.
En año 1994 editan un recopilatorio bajo el título Singles con todos sus sencillos, y cuatro años más tarde, en 1998 un nuevo recopilatorio titulado Los Locos siempre están de moda. Sus mejores locuras.
En diciembre de 2008 la discográfica Rhino Records lanzó Integral, los dados han caído así, un recopilatorio que contiene 4 CD con toda la producción de Los Locos más grabaciones inéditas.

## Discografía

### Álbumes de estudio
- Los Locos (Producciones Twins, El Cohete, 1987).
- El segundo de Los Locos (El Cohete, 1988).
- Algo salvaje (El Cohete, 1991).
- Un zumbido de amor (DRO, 1993).

### Sencillos
- Estás en New York/Recuerda Marrakech (Sociedad Fonográfica Asturiana, 1985) - Maxi 12"
- Summer story (Producciones Twins, 1987)
- Cebo para otros brazos (Producciones Twins, 1987)
- I say a little prayer (Producciones Twins, 1988) - Maxi 12"
- Lección de baile (El Cohete, 1988).
- Nubes de tormenta (El Cohete, 1989).
- Hazme feliz (El Cohete, 1989).
- Dime lo que debo hacer (El Cohete, 1991).
- Mi chica va a matarme (El Cohete, 1991).
- Algo salvaje (El Cohete, 1991).
- Déjame flotar (DRO, 1993).
- Guarda esta noche para mí (DRO, 1993).

### Recopilatorios
- Singles (El Cohete, 1994).
- Los Locos siempre están de moda - Sus mejores locuras (DRO, 1998).
- Integral - Los dados han caído así (Rhino Records, 2008).